# Liberté
Liberté (Vrijheid) is sinds de onafhankelijkheid van Guinee in 1958 het volkslied van dit land. De muziek is geschreven door Fodeba Keita. De tekstschrijver is onbekend.

## Franse tekst
Peuple d'Afrique!
Le Passé historique!
Que chante l'hymne de la Guinée fière et jeune
Illustre epopée de nos frères
Morts au champ d'honneur en libérant l'Afrique!
Le peuple de Guinée prêchant l'unité
Appelle l'Afrique.
Liberté! C'est la voix d'un peuple
Qui appelle tous ses frères a se retrouver.
Liberté! C'est la voix d'un peuple
Qui appelle tous ses frères de la grande Afrique.
Bâtissons l'unité africaine dans l'indépendance retrouvée.
Onafhankelijke staten: Algerije · Angola · Benin · Botswana · Burkina Faso · Burundi · Centraal-Afrikaanse Republiek · Comoren · Congo-Brazzaville · Congo-Kinshasa · Djibouti · Egypte · Equatoriaal-Guinea · Eritrea · Ethiopië · Gabon · Gambia · Ghana · Guinee · Guinee-Bissau · Ivoorkust · Kaapverdië · Kameroen · Kenia · Lesotho · Liberia · Libië · Madagaskar · Malawi · Mali · Marokko · Mauritanië · Mauritius · Marokko · Mozambique · Namibië · Niger · Nigeria · Oeganda · Rwanda · Sao Tomé en Principe · Senegal · Seychellen · Sierra Leone · Somalië · Soedan · Swaziland · Tanzania · Tsjaad · Togo · Tunesië · Zambia · Zimbabwe · Zuid-Afrika · Zuid-Soedan
Niet algemeen erkende landen: Somaliland · Westelijke Sahara
Afhankelijke gebieden: Mayotte · Réunion (onofficieel) · Saint Helena, Ascension and Tristan da Cunha (onofficieel)